# Татари (село)
Тата̀ри е село в Северна България. То се намира в община Белене, област Плевен.

## География
Селото се намира в Дунавската равнина, на 18 км от Свищов и 65 км от Плевен. Разположено е на три големи хълма, заградени от три големи дола – Татарско дере, Капищица и Смолицата.
Надморската височина на Татари достига 114 м. Климатът е умереноконтинентален и се характеризира със студена зима и горещо лято.
Съседното село Петокладенци е на 7 км югозападно, а село Деков е на 9 км северозападно. Столицата София е на 221 км югозападно.

## История
Предполага се, че сегашното село Татари е заселено върху изчезнало татарско селище, откъдето произхожда и името му. И днес горният край на селото все още се нарича „Селището“.
След Освобождението развитието на Татари е свързано с основния поминък – земеделие и животновъдство. Богати фамилии като Високови, Бръчкови, Аврамови, Гроздеви и други са притежавали големи имения – чифлици, в които са работели малоимотни селяни. През 1879 г. е открито начално училище с помощта на първия кмет на селото – Иван Ангелчов, който отстъпва годишната си заплата от 800 гроша за построяване на първата сграда на училището. Една от стаите е ползвана за църковни служби.
През 1883 г. е построен православен храм – запазен и до днес, който носи името „Света Петка-Параскева“. Тя е светицата покровителка на селото. Татари е малко селце, претърпяло две големи наводнения – 1930 г. и 1947 г., но хората не го напускат, а само се изместват във високите му части. Водната стихия не е попречила на архитектурния облик на селото. Освободените терени са превърнати в градини, паркове и места за лични градини. Благодарение далновидността на административните ръководства във времето, в селото са построени църква (1883 г.), ново училище (1935 г.), културен дом (1957 г.), здравен дом (1961 г.), административна сграда с магазини (1962 г.) и ресторант (1978 г.), които и до днес определят облика на центъра на селото.

## Редовни събития
Традиционният събор на селото е на 30 октомври, в чест на Света Петка-Параскева. По стар стил нейният празник се е чествал на 28 октомври (по нов стил 14 октомври, Петковден).

## Личности
- Тодор Върбанов (роден 1957 г.), български музикант и композитор.
- Анатоли Кирилов (роден 1966 г.), български футболист
- Цветанка Дочева (родена 1934 г.), български автор

## Други
Автобусен транспорт свързва селото с останалите населени места. Главните улици са асфалтирани и осветени. Изградени са електрическа и водопреносна мрежи. Всички мобилни оператори имат обхват. Функционират кметството, читалището, целодневна детска градина, магазин и заведение.